# محمد نبيه المسيري
محمد نبيه محمد أحمد المسيري هو قائد عسكري مصري حمل رتبة لواء. شغل منصب رئيس أركان القوات الجوية المصرية إبان حرب أكتوبر ولغاية تقاعده.

## حياته
ولد في القاهرة في 7 يناير 1929 وهو ابن الأميرآلاي محمد أحمد المسيري ووالدته هي عائشة محمد فريد. التحق بالكلية الحربية سنة 1948 وتخرج فيها سنة 1950 كضابط بسلاح المشاة ثم التحق بالكلية الجوية بمطار ألماظة في نفس العام وتخرج فيها سنة 1951 برتبة ملازم طيار وكان من زملاء دفعته اللواء طيار صلاح المناوي، رئيس شعبة عمليات القوات الجوية خلال حرب أكتوبر واللواء طيار محمد لطفي شبانة قائد القوات الجوية (1980 - 1982). في ذلك الوقت كان على الطيارين المصريين الالتحاق بالكلية الحربية أولاً قبل التحاق بمدرسة الطيران. اُختير المسيري مع لفيف من الطيارين للتدريس بكلية الطيران في بلبيس سنة 1956 بعد حصولهم على فرقة تدريس طيران، وسرعان ما وقع العدوان الثلاثي على مصر، وتوجه المسيري إلى مطار غرب القاهرة للدفاع عنه. لكن المطار تعرض لقصف من القاذفات البريطانية ودُمرت طائراته وهي جاثمة على الأرض.
سافر المسيري على رأس بعثة من عشرين طيار إلى الاتحاد السوفيتي سنة 1959 للتدريب على الطائرات المقاتلة وعندما عاد تولى قيادة وحدة تدريب المقاتلات بأنشاص ثم نُقلت الوحدة إلي مطار كبريت سنة 1960 وقبيل حرب 67 طلب منه الفريق أول صدقي محمود، قائد القوات الجوية، تشكيل وحدة تدريب مقاتلات جديدة في مطار غرب القاهرة وشهد المسيري تعرض المطار للقصف جواً من قبل الطائرات الإسرائيلية خلال عملية موكد يوم 5 يونيو 1967.
ولما تولى الفريق مدكور أبو العز قيادة القوات الجوية ولى اهتماماً كبيراً بتدريب الطيارين. تغير بعدها منصب قائد القوات الجوية أكثر من مرة وفي 24 أبريل 1972 أصدر الرئيس محمد أنور السادات قراراً جمهورياً بتعيين محمد حسنى مبارك قائداً للقوات الجوية وتعيين اللواء نبيه المسيري رئيساً لأركان القوات الجوية خلفاً لحسني مبارك. شارك المسيري في وضع خطة صدام (الضربة الجوية المصرية) في بداية حرب أكتوبر. ظل المسيري في منصبه حتى تقاعد من عمله بالقوات الجوية سنة 1979.
توفي يوم الثلاثاء 13 يونيو 2023 عن عمر ناهز 94 عاماً.

## تكريمه
حصل على العديد من الأوسمة والنياشين وأُطلق اسمه على الدفعة 88 قوات جوية دفعة نوفمبر 2018.

## حياته الاجتماعية
تزوج من فائزة عبد المنعم بحيري والتي أنجبت له ولدين: شريف وعماد المسيري.